# Лінда (ураган, 2015)
Ураган «Лінда» (англ. Hurricane Linda) — сильний тропічний циклон у вересні 2015 року, що призвів до сильних дощів у деяких частинах Мексики та південно-західних штатах США. Сімнадцятий шторм, одинадцятий ураган і восьмий великий ураган сезону.
У Мексицу шторм приніс сильні дощі в дев'ять штатів, що спричинило повені, особливо в Оахаці, Сіналоа та Сакатекасі. В Оахаці через зсуви були закриті кілька автомагістралей і пошкоджено більше десятка будинків. Від повені в Сінаолі постраждали близько 1000 будинків, сотні людей постраждали, що змусило десятки сімей евакуюватися. Кілька невеликих населених пунктів були тимчасово ізольовані після того, як повені зруйновали мости. Локалізована повінь у Сакатекасі пошкодила посіви та 25 житлових будинків; збитки досягли приблизно 500 000  песо (30 000 доларів США). Хоча Лінда не вплинула безпосередньо на землю, волога від шторму була витягнута на північний схід на Південний захід Сполучених Штатів і посилила місцевий мусон. У Лос-Анджелесі випало 2,39 дюйма (61 мм) опадів, що сприяло тому, що вересень у місті став другим найбільш вологим вереснем за всю історію. Один летальний випадок у штаті стався внаслідок утоплення в національному лісі Сан-Бернардіно. У штаті Юта сталися великі повені, внаслідок чого в штаті загинула 21 людина: 14 поблизу 
Гілдейла та 7 у національному парку Зайон. Збитки на південному заході склали 3,6 мільйона доларів США.

## Метеорологічна історія
Тропічна хвиля рушила в Атлантичний океан із західного узбережжя Африки 21 серпня. Чотири дні по тому система породила Тропічний шторм Еріка над східною Атлантикою. Південна частина хвилі зберігалася на захід і перемістилася над Центральною Америкою 30 серпня. Зливи та грози, пов'язані з хвилею, почали посилюватися протягом наступних кількох днів, коли вона перетинала затоку Теуантепек. Конвекція була додатково посилена 2 вересня, коли хвиля Кельвіна взаємодіяла з тропічною хвилею, що в кінцевому підсумку призвело до розвитку широкої області низького тиску. Рано наступного дня Національний центр ураганів оприлюднив прогноз погоди для скупчення хмар, які демонстрували ознаки організації в тропічну систему. Прогнозується, що протягом наступних кількох днів зсув вітру стане більш сприятливим для тропічного циклогенезу. Хоча зсув залишався помірно сильним, низький набув чітко визначеного центру циркуляції до 4 вересня. Після подальшої організації глибокої конвекції, тропічна депресія П'ятнадцять-Е розвинулася о 18:00  UTC 5 вересня, знаходячись приблизно на 490 милях. (790 км) на південний захід від Мансанільо, Коліма.
Під впливом сильного хребта середнього рівня над північною частиною Мексики западина перемістилася на північний-захід в область помірного північно-східного вертикального зсуву вітру та теплих температур поверхні моря. До 06:00 UTC 6 вересня система посилилась у тропічний шторм Лінда. Через зменшення зсуву вітру невдовзі після цього Лінда почала зазнавати швидкого посилення. З того дня до початку 7 вересня шторм посилився в конвективних смугах і розвинувся в центрі щільної хмарності; супутникові знімки також показали, що приблизно в цей час формувалося око. О 06:00 UTC 7 вересня Лінда посилилася до урагану 1 категорії за шкалою вітру урагану Саффіра-Сімпсона. Всього через шість годин циклон досяг статусу 2 категорії. Через невелике збільшення зсуву вітру та, можливо, через вторгнення сухого повітря, Лінда тимчасово залишалася стабільною, коли проходила між островами Сокорро та островами Кларіон. Операційно NHC ненадовго знизив рейтинг Лінди до урагану 1 категорії о 0:300 UTC 8 вересня, хоча після аналізу було зроблено висновок, що шторм залишився ураганом 2 категорії. 
Посилення відновилося на початку 8 вересня, коли система стала ураганом 3 категорії, що збігалося з супутниковими знімками, що вказують на наявність смуги на оці. Близько 12:00 UTC Лінда досягла піку інтенсивності з максимальною тривалістю вітру 125 миль/год (205 км/год) і мінімальним барометричним тиском 950 мбар (28 дюймів рт.ст.). Рано 9 вересня ураган швидко ослаб, увійшовши в область дещо нижчої температури поверхні моря, опустившись до 2 категорії до 06:00 UTC і до 1 категорії інтенсивності лише через шість годин. Приблизно в той час Лінда почала стикатися з сухою, стабільною повітряною масою і температурою океану нижче 26,0 °C (78,8 °F). О 18:00 UTC 9 вересня циклон ослаб до тропічного шторму, а також втратив конвенцію. Після того, як залишилися зливи та грози відокремилися від низькорівневої циркуляції, Лінда перейшла в посттропічний циклон близько 12:00 UTC наступного дня, перебуваючи приблизно в 260 милях (415 км) на захід-південний захід від Пунта-Евгенії, Південна Нижня Каліфорнія. Залишки слабшали протягом наступних кількох днів, поки 14 вересня не переросли в прогин, далеко на захід від Нижньої Каліфорнії.

## Підготовка та наслідки

### Мексика
Зовнішні смуги Лінди принесли опади в дев'ять штатів по всій Мексиці: Нижня Каліфорнія, Коліма, Халіско, Наярит, Сіналоа, Сонора і Сакатекас. У межах Сіналоа повені вплинули на муніципалітети Ангостура, Куліакан, Масатлан, Росаріо та Сальвадор Альварадо. Максимальна кількість опадів у Росаріо досягла 7,4 дюйма (187 мм). Від повені постраждали приблизно 1000 будинків у штаті, сотні постраждали, що змусило десятки сімей евакуюватися. Кілька невеликих громад були тимчасово ізольовані, оскільки паводкові води закрили мости. Цивільні чиновники оголосили надзвичайний стан у муніципалітетах Росаріо та Сальвадор Альварадо після Лінди. Відключення електроенергії відбулися в місті Масатлан. Різкі грози в Оахаці призвели до множинних зсувів і повеней, що спричинило закриття кількох автомагістралей і пошкодило більше десятка будинків. Локалізована повінь в Сакатекасі, пошкодила посіви та 25 будинків; збитки досягли 500 000 мексиканських доларів (27 000 доларів США)..  Хвилі від 6,6 до 9,8 футів (2-3 м), ймовірно, вплинули на прибережні райони Нижньої Каліфорнії, Південної Нижньої Каліфорнії, Сіналоа та Сонори. Крім того, 7 вересня Лінда пройшла приблизно 100 миль (155 км) на захід від острова Сокорро; тривалий вітер досягав 28 миль/год (45 км/год) із поривами до 41 миль/год (66 км/год). 

### США

#### Каліфорнія
Мусонна волога спричинилп грози в частинах Каліфорнії, починаючи з 8 вересня. Вікторвілл і Геспірія, які почалися 8 вересня, призвели до відключення електроенергії. Повені та зсуви спричинили перекриття численних доріг. Одна людина потонула в Національному лісі Сан-Бернардіно. Волога від залишків урагану частково сприяла посиленню мусонів на південному заході Сполучених Штатів, у поєднанні з сезонним прогином верхнього рівня, що принесло кількість опадів вище середнього в багатьох районах. Сильний вітер через грозу 14 вересня збив з колії п’ять вагонів, що обійшлося страховим компаніям у 1,2 мільйона доларів. 15 вересня в Лос-Анджелесі випало 2,39 дюйма (61 мм) опадів, що стало другим найвологішим вересневим днем у місті з моменту початку записів у 1877 році ― другий після 25 вересня 1939 року.Проникнення води вздовж Державної траси 91 у місті призвело до тріщини на дорозі завдовжки 50 ярдів (46 м). Навколо Сан-Дієго випадало від 1 до 2 дюймів (25-51 мм) опадів ; підземний паркінг у мікрорайоні Мідуей було затоплено. Збитки від повені по всьому штату досягли 912 000 доларів.